# The Aracuan Bird
The Aracuan Bird er en spætte, der optræder i tegnefilm fra The Walt Disney Company. Den ligner en spætte og er derfor en spætte, en eksotisk spætte helt præcis. Den er bedre kendt som "Clown of the Jungle", og den optrådte da også første gang i en film med dette navn.